# Discografia di Beni
Questa pagina contiene la discografia della cantante giapponese Beni.

## Album

### Album in studio
| Anno | Informazioni | Posizioni in classifica | Vendite totali |
| ---- | --- | ----------------------- | -------------- |
| 2005 | Beni - come Beni Arashiro - Data di pubblicazione: 9 febbraio 2005 - Etichetta: Avex Trax (AVCD-17607) - Formati: CD, digital download         | 14                      | 25,000         |
| 2006 | Girl 2 Lady - come Beni Arashiro - Data di pubblicazione: 22 febbraio 2006 - Etichetta: Avex Trax (AVCD-17879) - Formati: CD, digital download | 93                      | 4,000          |
| 2007 | Gem - come Beni Arashiro - Data di pubblicazione: 24 aprile 2007 - Etichetta: Avex Trax (AVCD-23220) - Formati: CD, digital download           | 126                     | 1,500          |
| 2009 | Bitter & Sweet - Data di pubblicazione: 2 settembre 2009 - Etichetta: Universal (UPCH-29033) - Formati: CD, digital download                   | 5                       | 110,000        |
| 2010 | Lovebox - Data di pubblicazione: 2 giugno 2010 - Etichetta: Universal (UPCH-29050) - Formati: CD, digital download                             | 1                       | 57,000         |
| 2010 | Jewel - Data di pubblicazione: 8 dicembre 2010 - Etichetta: Universal (UPCH-29060) - Formati: CD, digital download                             | 11                      | 26,000         |
| 2011 | Fortune - Data di pubblicazione: 2 novembre 2011 - Etichetta: Universal (UPCH-29076) - Formati: CD, digital download                           | 5                       | 23,000         |

### Altri album
| Anno | Informazioni | Posizioni in classifica | Vendite totali |
| ---- | --- | ----------------------- | -------------- |
| 2008 | Chapter One ~Complete Collection~ - Compilation - come Beni Arashiro - Data di pubblicazione: 5 marzo 2008 - Etichetta: Avex Trax (AVCD-23524) - Formati: CD, digital download | 166                     | 1,000          |
| 2010 | Bitter & Sweet Release Tour Final - Live album - Data di pubblicazione: 10 marzo 2010 - Etichetta: Universal (UPCH-20189) - Formati: CD, digital download                      | 50                      | 6,000          |
| 2011 | Lovebox Live Tour - Live album - Data di pubblicazione: 16 marzo 2011 - Etichetta: Universal (UPCH-20228) - Formati: CD, digital download                                      | 48                      | 1,700          |
| 2012 | Jewel Concert Tour - Live album - Data di pubblicazione: 25 gennaio 2012 - Etichetta: Universal (UPCH-20266) - Formati: CD, digital download                                   | 42                      | 2,800          |
| 2012 | Covers - Cover album - Data di pubblicazione: 21 marzo 2012 - Etichetta: Universal (UPCH-20270) - Formati: CD, digital download                                                | TBA                     | TBA            |

## Singoli
| Anno | Titolo                                                                                           | Note                            | Posizioni in classifica | Posizioni in classifica            | Posizioni in classifica | Vendite Oricon | Album          |
| Anno | Titolo                                                                                           | Note                            | Oricon Singles Charts   | Billboard Billboard Japan Hot 100† | RIAJ digital tracks†    | Vendite Oricon | Album          |
| --- | ------------------------------------------------------------------------------------------------ | ------------------------------- | ----------------------- | ---------------------------------- | ----------------------- | -------------- | -------------- |
| 2004 | Harmony                                                                                          |                                 | 26                      | —                                  | —                       | 14,000         | Beni           |
| 2004 | Infinite...                                                                                      |                                 | 24                      | —                                  | —                       | 10,000         | Beni           |
| 2004 | Here Alone                                                                                       |                                 | 14                      | —                                  | —                       | 35,000         | Beni           |
| 2005 | Miracle                                                                                          | Pubblicato come Beni.           | 98                      | —                                  | —                       | 1,000          | Beni           |
| 2005 | Hikari no Kazu Dake Glamorous (光の数だけグラマラス?, Only As Glamorous As the Number of Lights) |                                 | 40                      | —                                  | —                       | 4,000          | Girl 2 Lady    |
| 2005 | Cherish                                                                                          |                                 | 96                      | —                                  | —                       | 1,000          | Girl 2 Lady    |
| 2006 | How Are U                                                                                        |                                 | —                       | —                                  | —                       | —              | Gem            |
| 2007 | Luna                                                                                             |                                 | 77                      | —                                  | —                       | 3,000          | Gem            |
| 2008 | Mō Nido to...                                                                                    | Primo singolo con la Universal. | 20                      | 57                                 | 10*                     | 14,000         | Bitter & Sweet |
| 2009 | Kiss Kiss Kiss                                                                                   |                                 | 40                      | 58                                 | 1*                      | 5,000          | Bitter & Sweet |
| 2009 | Koi Kogarete                                                                                     |                                 | 70                      | —                                  | 9*                      | 2,000          | Bitter & Sweet |
| 2009 | Zutto Futari de                                                                                  |                                 | 67                      | 89                                 | 6*                      | 2,000          | Bitter & Sweet |
| 2009 | Kira Kira                                                                                        | Re-cut single.                  | 94                      | —                                  | 98*                     | 800            | Bitter & Sweet |
| 2010 | Sign                                                                                             |                                 | 50                      | 58                                 | 9*                      | 2,000          | Lovebox        |
| 2010 | Bye Bye                                                                                          |                                 | 57                      | —                                  | 16*                     | 1,000          | Lovebox        |
| 2010 | Yurayura / Gimme Gimme                                                                           |                                 | 20                      | 25                                 | 18* 16*                 | 5,000          | Lovebox        |
| 2010 | Heaven's Door                                                                                    |                                 | 49                      | 40                                 | 29*                     | 3,000          | Jewel          |
| 2010 | 2Face                                                                                            |                                 | 68                      | —                                  | 51*                     | 2,000          | Jewel          |
| 2011 | Suki Dakara                                                                                      |                                 | 46                      | —                                  | 8*                      | 2,000          | Fortune        |
| 2011 | Koe wo Kikasete/Crazy Girl                                                                       |                                 | 49                      | —                                  | 10* —                   | 1,500          | Fortune        |
| 2011 | Darlin'                                                                                          |                                 | 74                      | —                                  | 19*                     | —              | Fortune        |
| 2012 | Eien                                                                                             |                                 | 75                      | —                                  | 20*                     | 1,000          | TBA            |
| *Si è classificato nella classifica mensile Chaku-uta Reco-kyō Chart. †La classifica Japan Hot 100 è stata fondata a febbraio 2008, mentre la RIAJ Digital Track Chart ad aprile 2009. |                                                                                                  |                                 |                         |                                    |                         |                |                |

## Collaborazioni
1. 2008 - Mō Ichi do... #7 nella classifica Oricon
2. 2008 - STAR IN MY SKY feat. BENI (MAKAI - Stars) #32 nella classifica Oricon
3. 2008 - Mō Ichi do... feat BENI, summer days feat. BENI<08'ver> (Dohzi-T - 12 Love Stories) #3 nella classifica Oricon
4. 2009 - BENI - Superstar (Yesterday Once more ~Tribute To [The Carpenters|Carpenters]~)[6]
5. 2009 - Finally feat. BENI  (MAKAI - LEGEND)[7]
6. 2009 - The Boy is Mine, Tynisha Keli feat. BENI
7. 2009 - L.O.T. (Love or Truth) feat. BENI (M-flo - Tribute: Maison de m-flo) #8 nella classifica Oricon[8]
8. 2009 - Heaven feat. BENI (Dohzi-T - 4 ever)[9]
9. 2011 -  Doko Made Mo (どこまでも; Anywhere) (Dohzi-T - 12 Love Stories 2)[10]